# Two Prudential Plaza
Two Prudential Plaza ist der Name eines Wolkenkratzers in Chicago.
Der in dem Chicagoer Loop befindliche Wolkenkratzer wurde 1990 nach nur zwei Jahren Bauzeit fertiggestellt und ist 303 Meter hoch. Damit ist es das siebthöchste Gebäude in Chicago und das 30-höchste Gebäude in den USA.
Das Bauwerk besitzt 64 Etagen und schließt mit einer sich verschmälernden Spitze ab und wurde vollständig in Stahlbetonbauweise errichtet. Der Turm befindet sich unweit des noch etwas höheren Aon Center, nahe dem Ufer des Michigansees. Neben ihm steht der niedrigere One Prudential Plaza.
In dem Gebäude befinden sich unter anderem die Büros der Shorenstein Company.

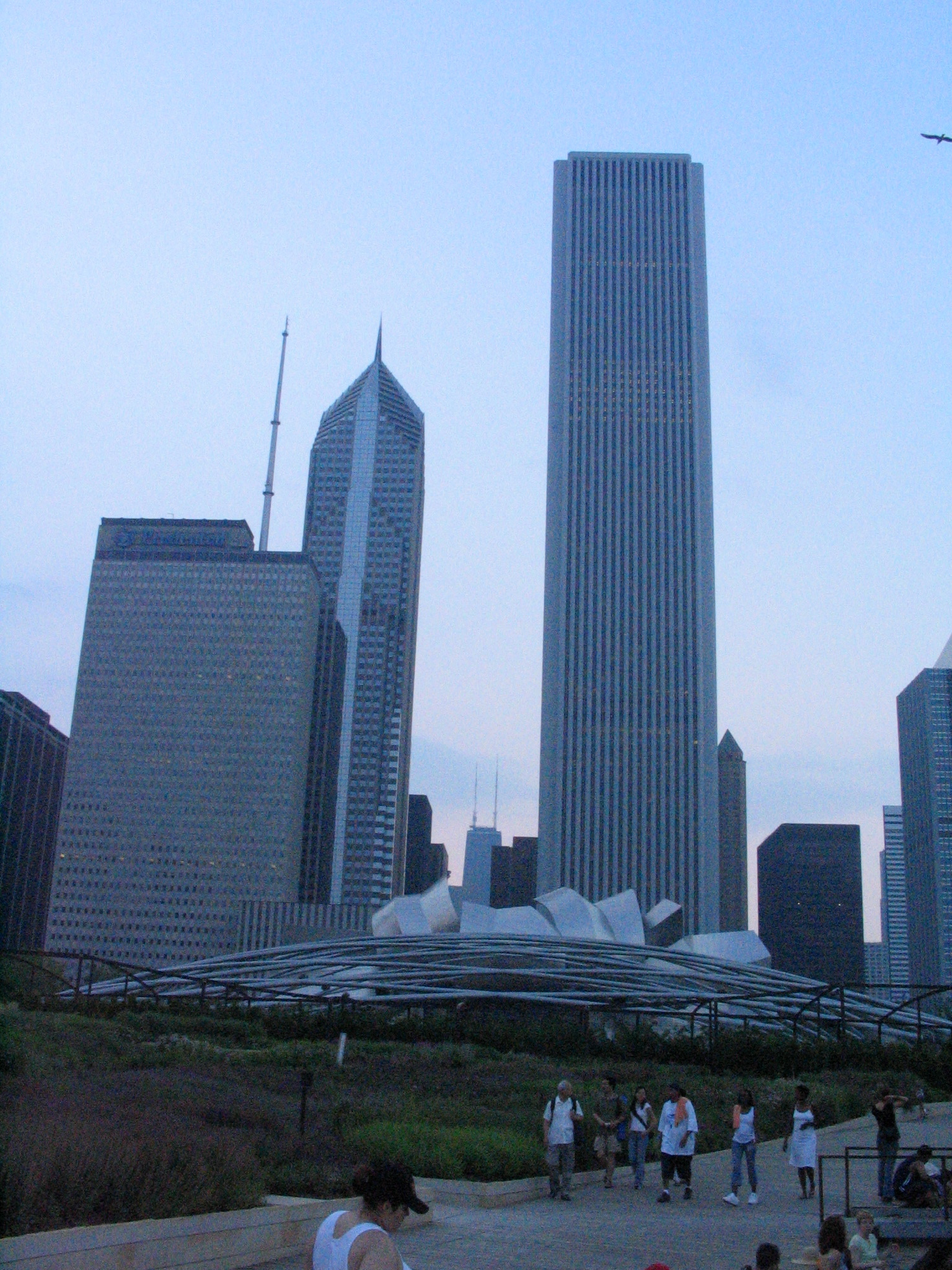
Two Prudential Plaza in der Mitte links, das höhere Gebäude rechts daneben ist das Aon Center. Ganz links One Prudential Plaza mit der langen Antenne